# Sargramostim
Il sargramostim, fattore umano ricombinante stimolante le colonie di granulociti e di macrofagi (GM-CSF). Derivato dal lievito il composto viene oggi ottenuto per tecnologia del DNA ricombinante a partire da Saccharomyces cerevisiae.

## Farmacodinamica
Il composto è costituito chimicamente da un polipeptide glicosilato a catena unica contenente 127 aminoacidi e caratterizzato da proporzioni uguali di 3 principali specie molecolari aventi peso molecolare di 19.500, 16.800 e 15.500 dalton. La sequenza aminoacidica del sargramostim è identica a quella del GM-CSF umano endogeno tranne che per una molecola di leucina che sostituisce una molecola di prolina in posizione 23 e per la presenza di una diversa componente zuccherina. 
Come gli altri fattori umani ricombinanti stimolanti le colonie di granulociti e di macrofagi (GM-CSF), il sargramostim è un agente ematopoietico che influenza la leucopoiesi.

## Farmacocinetica
Immediatamente dopo l'infusione di 250 µg/m2 di farmaco, della durata di più di 2 ore, sono state raggiunte concentrazioni plasmatiche massime di 22-23 ng/ml. Il sargramostim viene rapidamente assorbito dopo somministrazione per via sottocutanea e la concentrazione plasmatica massima (Cmax) viene raggiunta in 2-4 ore. 
Il sargramostim si distribuisce nei tessuti organici e in particolare nel fegato, nella milza e nei reni. Non è noto se il farmaco attraversi la barriera ematoencefalica, la placenta e se venga escreto nel latte materno. 
Le concentrazioni seriche del farmaco sembrano declinare in modo bifasico. 
In pazienti trattati con 500-750 µg/m2 per infusione di 2 ore, si sono rilevate un'emivita di distribuzione di 12-17 minuti ed una di eliminazione di circa 2 ore.

## Usi clinici
Il sargramostim viene somministrato, in associazione con altri farmaci, per prevenire o trattare la neutropenia in corso di chemioterapia antineoplastica o nei trapianti del midollo osseo. 
Come gli altri GM-CSF biosintetici (molgramostim, regramostim) il sargramostim è stato impiegato in pazienti con infezione da HIV virus per minimizzare la neutropenia associata all'infezione o indotta da terapia antiretrovirale con zidovudina, didanosina, zalcitabina, o da interferone α. 
L'impiego di tali farmaci ha portato ad un incremento dei neutrofili, dei monociti e degli eosinofili, ma non del numero assoluto dei linfociti e del rapporto helper/suppressor (T4/T8). 
Secondo alcune ricerche, tuttavia, il sargramostim, diversamente dal filgrastim (G-CSF biosintetico), potrebbe stimolare la replicazione, in vitro, di alcuni ceppi di HIV e aumentare la concentrazione serica dell'antigene HIV p24. 
D'altro canto, altri studi in vitro indicherebbero che il sargramostim possa potenziare l'attività antiretrovirale della zidovudina, ma non quella della didanosina e della zalcitabina.

## Effetti collaterali e indesiderati
Nel corso di trattamento sono stati segnalati effetti avversi comprendenti dolore osseo, febbre, mialgie, artralgie, emolisi e alterazioni reversibili della funzionalità tiroidea.

## Controindicazioni
Sargramostim è controindicato nei soggetti con ipersensibilità individuale nota al principio attivo, ai derivati da lievito oppure ad uno qualsiasi degli eccipienti contenuti nella formulazione farmacologica. È inoltre controindicato nei pazienti con un numero eccessivo di blasti leucemici mieloidi nel midollo osseo o nel sangue periferico (≥ 10%).

## Dosi terapeutiche
Il sargramostim viene generalmente somministrato per infusione endovenosa della durata di 2-4 ore. Il farmaco è iniettato anche per via sottocutanea e per via endovenosa. Le soluzioni di sargramostim in acqua per preparazioni iniettabili (250-500 µg/ml) devono essere ulteriormente diluite in soluzione fisiologica o glucosata al 5%. 
Quando il farmaco viene utilizzato per accelerare il recupero del midollo nei pazienti affetti da linfoma non Hodgkin, leucemia linfocitica acuta o malattia di Hodgkin, sottoposti a trapianto autologo di midollo osseo, si somministrano dosi di 250 µg/m2 una volta al giorno. La terapia dovrebbe iniziare 2-4 ore dopo il trapianto e continuare per 21 giorni consecutivi. In caso di fallimento del trapianto o di ritardo dell'innesto la dose iniziale raccomandata è di 250 µg/m2 una volta al giorno.
La terapia deve essere continuata per 14 giorni consecutivi e interrotta per 7 giorni. Se dopo questi 7 giorni l'innesto non si è verificato si deve ripetere un secondo ciclo di 14 giorni. Nel trattamento della sindrome mielodisplastica e della anemia aplastica sono state suggerite dosi di 15-500 µg/m2 una volta al giorno (durata dell'infusione 1-12 ore) per entrambe o di 30-500 µg/m2 (durata dell'infusione 24 ore) per la prima e di 120-500 µg/m2 per la seconda.

## Interazioni
- Zidovudina: la terapia di associazione con sargramostim sembra potenziare l'attività dell'antiretrovirale contro l'HIV virus.

## Avvertenze
Il sargramostim non dovrebbe essere somministrato né 12 ore prima o dopo radioterapia né 24 ore prima o dopo una dose di antineoplastico mielosoppressivo.

## Precauzioni per la conservazione
Il liofilizzato di sargramostim deve essere conservato a temperatura di 2-8 °C. In queste condizioni di conservazione rimane stabile per due anni a partire dalla data di produzione. Il liofilizzato non contiene conservanti e, una volta ricostituito con acqua per preparazioni iniettabili, soluzione fisiologica o glucosata al 5%, deve essere impiegato al più presto possibile.